# Geary Hobson
Geary Hobson (Chicot, Arkansas, 1941) és un escriptor estatunidenc barreja de cherokee, quapaw i chickasaw. És director d'estudis nadius de la Universitat de Nou Mèxic i compilador de literatura índia americana. També és autor dels poemes Deer hunting and other poems (1990), la narració The last of the ofos (2000), l'antologia The remembered earth (1981) i l'assaig The Rise of the White Shaman: Essays and Reviews (2004).